# Guváhátí
Guváhátí (ásámsky গুৱাহাটী, anglicky Guwahati) je město v indickém státě Ásámu. S necelým milionem obyvatel je největším městem nejen tohoto státu, ale i celé oblasti Severovýchodní Indie. Leží převážně na jižním, levém břehu Brahmaputry a patří do něj i Umánanda, nejmenší obydlený ostrov na Brahmaputře. Žije zde přibližně 1,12 milionu obyvatel.
Jméno města je původně složeninou ásámských slov pro arekové oříšky a pro tržiště.
Ve městě sídlí jeden z technologických institutů – Indický technologický institut Guváhátí. Město je také sídelním městem římskokatolické arcidiecéze Guváhátíjské.